# Nephila pakistaniensis
Nephila pakistaniensis är en spindelart som beskrevs av Ghafoor och Mirza Azher Beg 2002. Nephila pakistaniensis ingår i släktet Nephila och familjen Nephilidae.
Artens utbredningsområde är Pakistan. Inga underarter finns listade i Catalogue of Life.